# Reklamskatt
Reklamskatt är en svensk punktskatt på reklam som sprids i vissa typer av medier inom Sverige. Reklam är i denna mening "ett meddelande som används i kommersiell verksamhet och har som huvudsyfte att sälja en vara eller tjänst". Annonser i tidningar, annonsblad, affischer, skyltar på fordon, bioreklam, etc omfattas av skatten. Annonsering på tv-reklam, radioreklam och Internet är dock undantagen. Tidningar och tidskrifter har också ett grundavdrag på 50 miljoner vilket innebär att de flesta mindre tidningar och tidskrifter slipper betala reklamskatt.
Undantag finns också för annonsering i vissa tidningar, till exempel idrottsföreningars medlemstidningar, annonser om den egna tidningen eller annonser på främmande språk som riktas utomlands. Reklam inom det egna företagets lokaler, på företagets fordon med mera är också skattefritt. 
Skatten är 2,5 % av kostnaden för annonsen för annonsering i en allmän nyhetstidning och 7,65 % av kostnaden för reklamen i övriga fall. Den 1 januari 2022 avskaffades skatten i Sverige.